# Свети Георги (Пресил)
Вижте пояснителната страница за други значения на Свети Георги.
Свети Георги или Света Богородица (на македонска литературна норма: Свети Ѓорѓи, Света Богородица) е археологически обект край крушевското село Пресил, Северна Македония, представляващ средновековна църква и некропол.
Археологическият обект е разположен в падина югозападно над Пресил. При археологически разкопки в 1961 година е разкрита средновековна църква, вероятно от XIV век, изградена върху по-стар сакрален обект. В архитектурно отношение е от типа вписан кръст. Под пода на църквата и около нея за изкопани 21 гроба, покрити с каменни плочи, датирани от средновековието до XIX век.
В рамките на археологическия обект, на мястото на старата църква е издигната съвременната църква „Свети Георги“.